# Hydrolagus mirabilis
Pour les articles homonymes, voir Chimère.
Chimère à gros yeux, Borrico
Espèce
Statut de conservation UICN

 LC  : Préoccupation mineure
Hydrolagus mirabilis, la Chimère à gros yeux ou Borrico, est une espèce de poisson des abysses de la famille des Chimaeridae. On la trouve dans plusieurs zones de l'Océan Atlantique et dans la mer Méditerranée.

## Distribution
Les observations de la Chimère à gros yeux s'étendent de l'Afrique australe sur la côte de la Namibie jusqu'à l'extrême nord de l'Islande. Les comptes rendus les plus récents proviennent des eaux syriennes (500 m) au sein de la Méditerranée orientale et du golfe de Gascogne entre l'Espagne et la France,,. La famille des Chimaeridae est présente dans le monde entier dans les eaux tempérées à tropicales, en dessous de 200 m, mais préfère nager dans les environnements côtiers,. Les jeunes individus ont tendance à rester à des profondeurs plus basses que les individus plus âgés, qui se concentrent davantage sur l'accouplement et les migrations côtières.

## Description
La taille de cette espèce varie de 60 à 200 cm, avec un dimorphisme sexuel où les femelles sont significativement plus grandes que les mâles,. La grande aile pectorale ressemblant à des nageoires sur les côtés de son corps la projette dans l'eau et lui permet une portance supplémentaire, tandis que sa longue queue effilée augmente son agilité dans l'eau,. Les membres de la famille des Chimaeridae portent une épine dorsale venimeuse, comme mécanisme de défense pour éloigner les prédateurs. Alors que les poissons de cette famille ont deux nageoires dorsales, seule la principale contient du venin. Ladite nageoire n'est pas fixée en place, mais peut au contraire être soulevée au cas où le poisson est menacé. Le venin lui-même n'est pas mortel pour les humains, mais il y a eu des cas où l'épine dorsale a pénétré suffisamment profondément pour nécessiter une intervention chirurgicale. La ligne branchiale de cette espèce a une couverture branchiale connue sous le nom d'opercule, capable de s'ouvrir et de se fermer, et les deux protègent le système respiratoire tout en collectant davantage d'oxygène dissous pour respirer. Il existe des rapports mitigés quant à savoir si cette espèce a une nageoire anale. Certaines observations catégorisent la différence entre cette espèce et les autres membres de sa famille en l'absence de ladite nageoire, tandis que d'autres prétendent qu'elle possède la nageoire anale et qu'elle conduit à la nageoire caudale,.
Son nom vernaculaire anglophone, Rabbit Fish (« poisson lapin »), provient des grandes plaques dentaires dans ses mâchoires supérieure et inférieure, qui lui donnent l'apparence d'un lapin. Cette famille est parfois aussi appelée « poisson rat » en raison de leur longue queue effilée,. La combinaison de ces parties ressemblant à une variété d'animaux est ce qui a donné à sa famille le nom de Chimaera, d'après les chimères de la mythologie grecque qui combinaient une multitude d'animaux.

## Reproduction
Les adultes ont des schémas de migration à travers les plaines côtières des continents, où ils trouveront leur partenaire. L'espèce se reproduit ensuite par fertilisation interne, lorsque le mâle utilise des nageoires pectorales jumelles pour s'agripper à la femelle pendant le processus d'accouplement,. Le tentacule (souvent vu comme un renflement blanc sur la tête) s'étend vers l'extérieur pour empêcher la femelle de s'éloigner. L'espèce est ovipare, ses œufs éclosant 5 à 10 mois environ après avoir été pondus. Le processus de ponte prend environ 18 à 30 heures, pendant lesquelles les vrilles s'accrochent aux œufs, les entraînant avec les mouvements de la femelle,.

## Alimentation
Le régime alimentaire de la Chimère à gros yeux peut varier considérablement en raison de son abondance dans tout l'océan atlantique. Mais il se compose généralement de petits poissons, de polychètes, de mollusques, d'échinodermes, d'anémones et de petits crustacés,,.

## Usages
Les membres de cette famille sont connus pour être plutôt désagréables dans un repas. Mais il est parfois accordé une valeur commerciale pour faire des huiles de poisson. Les œufs d'espèces similaires ont été couramment exploités et maltraités en raison de leur longue période d'éclosion (5 à 10 mois). La Chimère à gros yeux a été évaluée comme quasi menacé à l'échelle mondiale, en raison de la surpêche des années précédentes qui a causé une perte de population d'environ 50 %, mais elle est revenue au statut de préoccupation mineure,.

## Systématique
Le nom scientifique complet (avec auteur) de ce taxon est Hydrolagus mirabilis (Collett, 1904).
L'espèce a été initialement classée dans le genre Chimaera sous le protonyme Chimaera mirabilis Collett, 1904.
Ce taxon porte en français les noms vernaculaires ou normalisés suivants : Borrico, Chimère à gros yeux.
Hydrolagus mirabilis a pour synonyme : Chimaera mirabilis Collett, 1904.